# Pretoria Challenger
Il Pretoria Challenger è stato un torneo professionistico di tennis giocato su campi in cemento indoor. Faceva parte dell'ATP Challenger Series. L'unica edizione si è disputata a Pretoria in Sudafrica.

## Albo d'oro

### Singolare
| Anno | Campione      | Finalista      | Punteggio |
| ---- | ------------- | -------------- | --------- |
| 1990 | Martin Sinner | Wayne Ferreira | 6–4, 6–4  |

### Doppio
| Anno | Campioni                 | Finalisti                      | Punteggio     |
| ---- | ------------------------ | ------------------------------ | ------------- |
| 1990 | Mark Keil Scott Patridge | Stefan Kruger Greg Van Emburgh | 6–7, 6–4, 6–4 |